# Viaur
Il Viaur è un fiume del centro della Francia, affluente dell'Aveyron, lungo 168 km. Nasce presso Vézins-de-Lévézou, nel dipartimento dell'Aveyron, sul Puech del Pal, e sfocia a Laguépie, nel Tarn e Garonna.

## Dipartimenti e principali località attraversate
- Aveyron: Pont-de-Salars, Ségur
- Tarn: Pampelonne, Mirandol-Bourgnounac
- Tarn e Garonna: Laguépie

## Principali affluenti
(tra parentesi la lunghezza di ciascuno)
| - Il Céor (55.9 km) - Il Lézert (39 km) - Il Vioulou (33.1 km) - Il Lieux (25.3 km) - Il Jaoul (22.5 km) | - La Nauze (15.7 km) - Il Bage (12.2 km) - Il Candour (19.1 km) - Il Varayrous (11.5 km) - Il Congorbes (11.3 km) |  |